# Gethyllis namaquensis
Gethyllis namaquensis är en amaryllisväxtart som först beskrevs av Selmar Schönland, och fick sitt nu gällande namn av Anna Amelia Obermeyer. Gethyllis namaquensis ingår i släktet Gethyllis och familjen amaryllisväxter. Inga underarter finns listade i Catalogue of Life.